# KTM 1190 Adventure
La KTM 1190 Adventure y su hermana la KTM 1190 Adventure R es un modelo de motocicleta tipo Doble propósito fabricado por la compañía austriaca KTM desde el año 2014. Esta motocicleta está equipada con un motor LC8 refrigerado por líquido, de cuatro tiempos y doble árbol de levas, de 1195 cc, el cual llega a producir 150 HP de potencia.  Sus rivales más directas en el mercado son la Ducati Multistrada 1200, la BMW R1200GS entre otras.

## Prestaciones
La moto cuenta con un tanque de combustible de 23 litros. Sus frenos ABS 9ME de la marca Brembo actúan en curvas, permitiendo que ante una frenada brusca estando en curva, la moto literalmente se levante para permitir frenar y no caer, además cuenta con ABS "Off-Road" lo que permite desactivar el sistema ABS de la rueda trasera y mantenerlo en la delantera. La suspensión de la marca WP, tiene ajuste manual en compresión y rebote. Cuenta con acelerador electrónico. Control de tracción MTC y modos de conducción.

## Modelo R

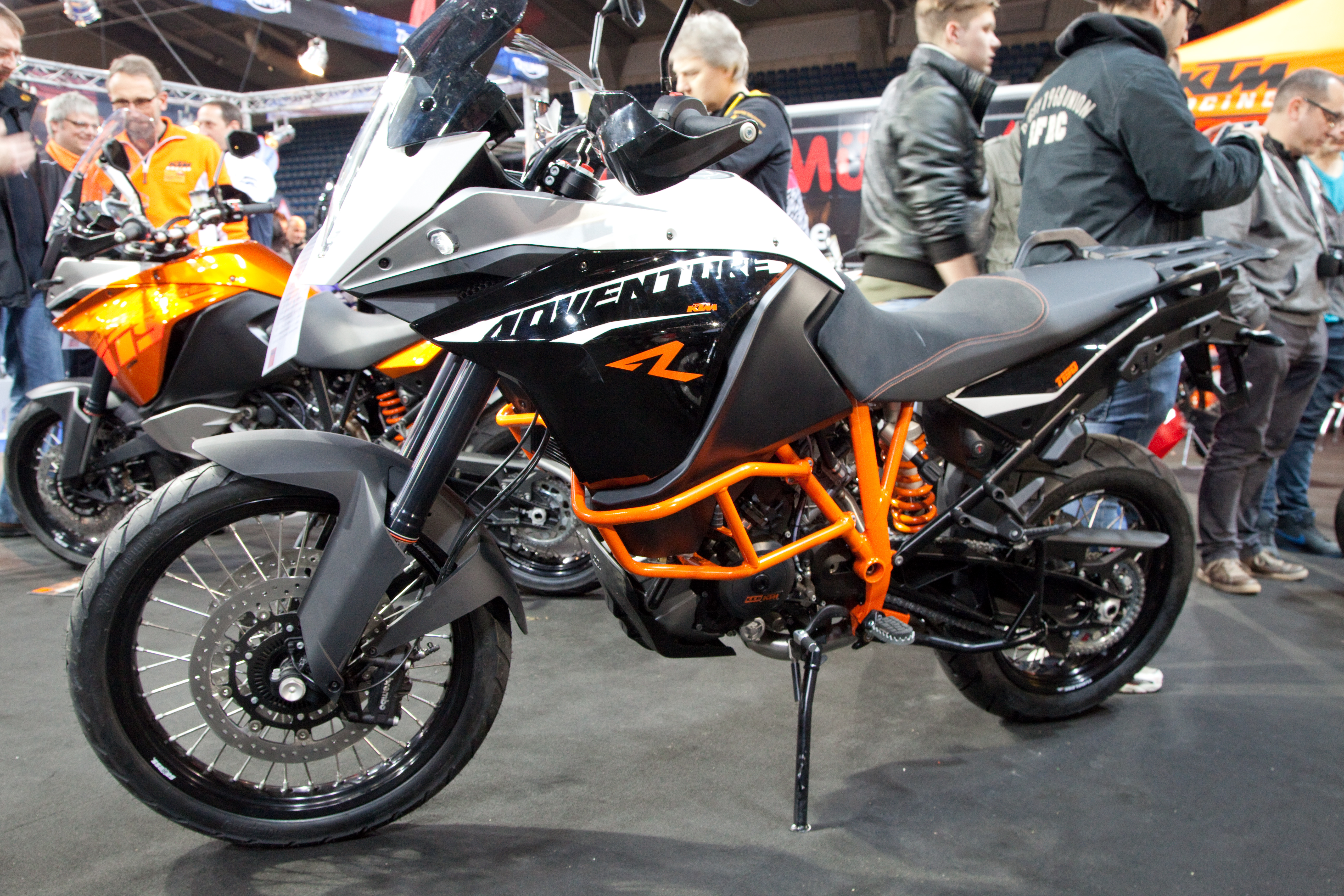
KTM 1190 Adventure R

Esta variante del modelo 1190 Adventure con una marcada tendencia al "Off-Road", ya que cuenta con neumáticos 90/90 ZR de 21" delante y 150/70 ZR de 18" detrás,  ha encontrado un equilibrio perfecto entre el desempeño dentro y fuera de la carretera, siendo este último donde se destaca y muy por encima de la competencia, siendo la moto referente en este tipo.
Su suspensión WP ajustable trabaja en total armonía con los 230 kg de peso y logra que al andar la moto se sienta muy liviana.